# Xiphiola borellii
Xiphiola borellii är en insektsart som beskrevs av Giglio-tos 1898. Xiphiola borellii ingår i släktet Xiphiola och familjen gräshoppor. Inga underarter finns listade i Catalogue of Life.